# Wiktoryja Łapacina
Wiktoryja Wiktarajeuna Łapacina (biał.: Вікторыя Віктараеўна Лапаціна, ros.: Виктория Викторовна Лопатина; Wiktorija Wiktorowna Łopatina, ur. 18 grudnia 1981 w Mohylewie) – białoruska biegaczka narciarska, zawodniczka klubu Spartak Mohylew.

## Kariera
Po raz pierwszy na arenie międzynarodowej Wiktoryja Łapacina pojawiła się w 2000 roku podczas mistrzostw świata juniorów w Štrbskim Plesie, gdzie jej najlepszym wynikiem było 24. miejsce w sprincie techniką dowolną. Na rozgrywanych rok później mistrzostwach świata juniorów w Szklarskiej Porębie była między innymi trzynasta na dystansie 15 km stylem dowolnym. W Pucharze Świata zadebiutowała 9 grudnia 2001 roku w Cogne, zajmując 61. miejsce w sprincie stylem dowolnym. Pierwsze punkty zdobyła dziesięć dni później w Asiago, gdzie zajęła 25. miejsce w tej samej konkurencji. Nigdy nie stanęła na podium zawodów pucharowych. W klasyfikacji generalnej najlepszy wynik osiągnęła w sezonie 2001/2002, który ukończyła na 60. pozycji. W 2002 roku wystartowała w sprincie na igrzyskach olimpijskich w Salt Lake City, kończąc rywalizację na 24. pozycji. Na rozgrywanych cztery lata później igrzyskach w Turynie w tej samej konkurencji uplasowała się trzy miejsca wyżej. Kilkakrotnie brała udział w mistrzostwach świata, a najlepszy indywidualny rezultat osiągnęła podczas MŚ w Val di Fiemme w 2003 roku, gdzie zajęła 23. miejsce w sprincie stylem dowolnym. Ponadto na MŚ w Sapporo w 2007 roku była szósta w sprincie drużynowym. W 2010 roku zakończyła karierę.

## Osiągnięcia

### Igrzyska Olimpijskie
| Miejsce | Dzień     | Rok  | Miejscowość    | Konkurencja            | Czas biegu  | Strata      | Zwyciężczyni        |
| ------- | --------- | ---- | -------------- | ---------------------- | ----------- | ----------- | ------------------- |
| 24.     | 19 lutego | 2002 | Salt Lake City | Sprint stylem dowolnym | 3:10,6 min  | –           | Julija Czepałowa    |
| 21.     | 22 lutego | 2006 | Turyn          | Sprint stylem dowolnym | 2:12,3 min  | -           | Chandra Crawford    |
| 44.     | 24 lutego | 2006 | Turyn          | 30 km stylem dowolnym  | 1:22:25,4 h | +9:21,9 min | Kateřina Neumannová |

### Mistrzostwa świata
| Miejsce | Dzień     | Rok  | Miejscowość   | Konkurencja              | Czas biegu  | Strata      | Zwyciężczyni        |
| ------- | --------- | ---- | ------------- | ------------------------ | ----------- | ----------- | ------------------- |
| 53.     | 20 lutego | 2003 | Val di Fiemme | 10 km st. klasycznym     | 25:47,0 min | +5:36,7 min | Bente Skari         |
| 23.     | 26 lutego | 2003 | Val di Fiemme | Sprint stylem dowolnym   | 3:28,8 min  | -           | Marit Bjørgen       |
| 51.     | 22 lutego | 2007 | Sapporo       | Sprint stylem klasycznym | 2:50,9 min  | -           | Astrid Jacobsen     |
| 6.      | 23 lutego | 2007 | Sapporo       | Sprint drużynowy         | 16:20,9 min | +23,1 s     | Finlandia           |
| 44.     | 27 lutego | 2007 | Sapporo       | 10 km stylem dowolnym    | 23:58,4 min | +2:43,6 min | Kateřina Neumannová |
| 13.     | 1 marca   | 2007 | Sapporo       | Sztafeta 4 × 5 km        | 54:18,6 min | +3:11,1 min | Finlandia           |
| 42.     | 24 lutego | 2009 | Liberec       | Sprint stylem dowolnym   | 2:39,3 min  | -           | Arianna Follis      |
| 9.      | 26 lutego | 2009 | Liberec       | Sztafeta 4 × 5 km        | 54:24,3 min | +2:24,8 min | Finlandia           |

### Mistrzostwa świata juniorów
| Miejsce | Dzień       | Rok  | Miejscowość      | Konkurs                 | Wynik       | Strata      | Zwyciężczyni           |
| ------- | ----------- | ---- | ---------------- | ----------------------- | ----------- | ----------- | ---------------------- |
| 39.     | 25 stycznia | 2000 | Štrbské Pleso    | 5 km stylem dowolnym    | 14:35,3 min | +2:23,0 min | Jekatierina Sczastliwa |
| 24.     | 29 stycznia | 2000 | Štrbské Pleso    | Sprint stylem dowolnym  | ?           | -           | Pirjo Manninen         |
| 54.     | 30 stycznia | 2000 | Štrbské Pleso    | 15 km stylem klasycznym | 50:48,1 min | +7:29,1 min | Evi Sachenbacher       |
| 13.     | 30 stycznia | 2001 | Szklarska Poręba | 15 km stylem dowolnym   | 46:43,5 min | +2:06,1 min | Pirjo Manninen         |
| 21.     | 1 lutego    | 2001 | Szklarska Poręba | 5 km stylem klasycznym  | 15:42,6 min | +1:18,5 min | Lina Andersson         |
| 16.     | 3 lutego    | 2001 | Szklarska Poręba | Sprint stylem dowolnym  | ?           | -           | Pirjo Manninen         |

### Puchar Świata

#### Miejsca w klasyfikacji generalnej
- sezon 2001/2002: 60.
- sezon 2002/2003: 68.
- sezon 2003/2004: 71.
- sezon 2004/2005: 75.
- sezon 2005/2006: 114.
- sezon 2006/2007: 111.
- sezon 2007/2008: 73.

#### Miejsca na podium
Łapacina nie stała na podium zawodów PŚ.